# Ocnotelus
Ocnotelus là một chi nhện trong họ Salticidae.